# Срећковић
Срећковић је српско презиме настало од мушког имена Срећко. Може се односити на:
- Ненад Срећковић (рођен 1988), фудбалер
- Никола Срећковић (рођен 1996), фудбалер
- Панта Срећковић (1834–1903), историчар
- Срђан Срећковић (рођен 1974), политичар